# 阿古拉 (加利福尼亞州)
阿古拉（英語：Agoura）是位於美國加利福尼亞州洛杉磯縣的一個非建制地區。該地的面積和人口皆未知。

## 地理
阿古拉的座標為34°08′35″N 118°44′13″W / 34.14306°N 118.73694°W，而該地的平均海拔高度為13米（即42英尺）。